# Новая Майна
Новая Майна — рабочий посёлок в Мелекесском районе Ульяновской области России. Центр Новомайнского городского поселения.

## География
Рабочий посёлок Новая Майна, находится в 8 км юго-восточнее города Димитровграда, на реке Малый Авраль.

## История
Новая Майна основана в конце XVIII века (между 1770 — 1780 гг.), когда сюда из села Майна (ныне Старая Майна) переселились 56 семей ремесленников-кирпичников, для строительства этапной тюрьмы.
В 1780 году, при создании Симбирского наместничества, в деревне Новая Майна, экономических крестьян, вошла в состав Ставропольского уезда, жило 256 ревизских душ. С 1796 года — в Симбирской губернии. С 1851 года — в Ставропольском уезде Самарской губернии.
По данным Центрального Государственного Архива СССР в 1859 году в селе было 167 дворов, 3 завода, сельское училище, почтовая станция и церковь.
В 1861 году село стало волостным центром.
На 1900 год в Новой Майне было: церковь (1860 г. постройки), земская школа, приискательский рабочий земский пункт, 2 салотопливных завода, водяная мельница, военно-конское учреждение, волостное правление.
В 1900 году началось строительство нового каменного храма Казанской Божьей Матери. В 1916 году был построен и освящён. Закрыта в 1930-х гг. и разрушена. В Казанском храме была районная больница, а потом школа.
До 1928 года с. Новая Майна было волостным. В Новомайнскую волость входили кроме самой Новой Майны: с. Филипповка (в 15 км. южнее) и с. Верхний Мелекесс (в 5 км. южнее), Новый Мелекесс (впоследствии вошёл в состав поселения (левобережье Малого Авраля)), Моисеевка (10 км южнее), Средняя Якушка (2 км восточнее), и Нижняя Якушка (5 км севернее).
В 1928 году крестьяне организовали сельскохозяйственную артель «Новая Майна». В неё вошли 27 хозяйств. В это же время организовалось сельскохозяйственное товарищество «Прима». В 1928 / 29 гг. крестьяне стали выселяться «ближе к земле» в поселки: Труженик, Щербаковка, Семёновка, Солонцовка, Красный Яр. В 1930 году четыре артельные хозяйства объединились в колхоз имени Рыкова. Неоднократно менялось название колхоза: им. Молотова, «Россия». В 1968 году по решению Мелекесского райкома КПСС, исполкома Совета депутатов трудящихся колхоз «Россия» был реорганизован в совхоз «Черемшанский», который имел несколько отделений.
В 1942 году для детей из блокадного Ленинграда и Белоруссии в Новой Майне был организован детский дом.
С 1943 года с. Новая Майна вошла в состав Ульяновской области.
В середине 1950-х годов путём слияния чувашской деревни Новый Мелекесс (ныне чувашская сторона (левобережье Малого Авраля)) и русского села Новая Майна образовался единый рабочий посёлок — Новая Майна.
Решением исполнительного комитета Ульяновского областного Совета депутатов трудящихся от 20 октября 1973 года с. Новая Майна Мелекесского района отнесено к категории рабочих посёлков, сохранив за ним прежнее наименование.
с 2005 года — центр Новомайнского городского поселения.

## Население
| 1859  | 1889  | 1897  | 1910  | 1979  | 1989  | 2002  |
| ----- | ----- | ----- | ----- | ----- | ----- | ----- |
| 1525  | ↗2596 | ↘2092 | ↗2955 | ↗4615 | ↗5662 | ↗6505 |
| 2009  | 2010  | 2012  | 2013  | 2014  | 2015  | 2016  |
| ↘6433 | ↘5948 | ↘5938 | ↗5955 | ↘5898 | ↘5867 | ↘5778 |
| 2017  | 2018  | 2019  | 2020  | 2021  |       |       |
| ↘5686 | ↘5605 | ↘5495 | ↘5379 | ↘5059 |       |       |

## Известные уроженцы
- Шутов, Николай Фёдорович — советский лётчик-истребитель, участник Великой Отечественной войны, совершивший таран вражеского самолёта, над селом Баклуши Ульяновская область.
- Чебуркин, Иван Николаевич (1911—1977) — полный кавалер ордена Славы, чемпион СССР в марафоне.
- Мезин, Семён Васильевич — бригадир тракторной бригады Моисеевской МТС Мелекесского района Ульяновской области. Герой Социалистического Труда (27.02.1948), похоронен на местном кладбище.

## Инфраструктура
Новомайнская текстильная фабрика «НОМАТЕКС» (организована в 1961 году), есть несколько фермерских хозяйств и другие сельхоз-предприятия, есть множество магазинов и кафе, станции техобслуживания автомобилей и другой некрупный бизнес. Раньше в Новой Майне работала большая птицефабрика (затем «Симбирскбройлер»), к сожалению, с 2000 года она была закрыта, но сейчас на уровне области было принято решение о восстановлении этой птицефабрики. Обещают вновь запустить производство в конце года и создать более 420 новых рабочих мест.
В Новой Майне есть 2 средние школы, 3 детских садика. Имеется неплохая городская больница.

## Достопримечательности
- Казанская церковь (новая)[31][32][33][34][35][36].
- Центральный парк с памятниками: Обелиск воинам Великой Отечественной войны (1957 г.)[37], памятник Труженикам Тыла, доска почёта с портретами лучших людей поселения[30].
- На здание почты и администрации, размещена памятная доска, где написано: «12 мая 1919 года на площади перед трудящимися выступал «Всероссийский староста», член ВЦИК М. И. Калинин»[30].
- В родном посёлке Николая Шутова, в 1975 году его именем была названа улица, а 1 сентября 2005 года — открыта мемориальная доска на здании школы[38][39].
- До революции на центральной площади располагался памятник Александру II, открытый 14 мая 1913 года. Описание этого события сохранилось в "Самарских епархиальных ведомостях" (1913, №11, с. 540-542).

## Транспорт
Ходит автобус № 172 из Димитровграда.